# Іван Корчок
Іван Корчок (словац. Ivan Korčok; нар. 4 квітня 1964, Банська Бистриця) — словацький політик, міністр закордонних справ Словаччини в 2020—2021 та 2021—2022 рр., заступник міністра закордонних справ, посол Словаччини в Німеччині (2005—2009), Європейському Союзі (2009—2015) та США (2018—2020).

## Життєпис
Випускник Братиславського економічного університету (1987) та Інституту міжнародних відносин Університету Коменського (1995).
З 1992 року працює у Міністерстві закордонних справ Словаччини. Був другим секретарем посольства в Німеччині (1993—1996), речником міністерства (1996—1997), виконувачем обов'язків директора департаменту аналізу та планування (1997—1998), радником і тимчасовим повіреним у справах у посольстві Швейцарії (1998—1999), заступником постійного представника Словаччини при НАТО (1999—2001) і генеральний директором секції міжнародних організацій та політики безпеки МЗС (2001—2002).
У 2002—2005 роках уперше обіймав посаду держсекретаря в МЗС. Представляв словацький уряд у Європейському Конвенті. 2003 року керував словацькою робочою групою, яка вела переговори щодо умов вступу в НАТО. 2005 року призначений послом, очоливши дипломатичне представництво в Німеччині. 2009 року став постійним представником Словаччини при ЄС, обіймаючи цю посаду до 2015 року. Після повернення в країну знову став держсекретарем у Міністерстві закордонних справ. Перебував на цій посаді до 2018 року, після чого був призначений послом Словаччини у США.
У березні 2020 року партія «Свобода і солідарність» рекомендувала його на посаду міністра закордонних і європейських справ в уряді прем'єр-міністра Ігоря Матовича. Проте він не зміг отримати призначення в день утворення уряду — під час затвердження він усе ще перебував у США, а це означало, що після повернення до Словаччини йому довелося відбути карантин у зв'язку з пандемією COVID-19. Обов'язки міністра тимчасово перебрав на себе Ріхард Сулик. Таким чином Корчок склав присягу і обійняв посаду в квітні 2020 року. 24 березня 2021 року подав у відставку на тлі хвилі відставок в уряді Словаччини, який зазнав критики за свою реакцію на епідемію COVID-19 у країні, через що президент Зузана Чапутова вимагала відставки прем'єр-міністра Ігоря Матовича. 1 квітня 2021 року Корчок був повторно призначений на ту саму міністерську посаду вже в уряді Едуарда Геґера, обіймав її до 17 вересня 2022 року.
2018 року став лауреатом Чеської та Словацької Трансатлантичної премії.
2024 року брав участь у чергових президентських виборах як кандидат у Президенти Словаччини. Отримав перевагу в першому турі, але в другому отримав 47 % підтримки, проте більшість голосів (53 %) та, відповідно, перемогу здобув Петер Пеллегріні.

## Родина
Одружений, має двох синів.